# Dancing on the Edge
Dancing on the Edge (zu deutsch etwa: „Am Abgrund tanzen“) ist eine britische fünfteilige Miniserie von Stephen Poliakoff. Das in den 1930er Jahren angesiedelte Drama dreht sich um den Aufstieg und Niedergang einer Jazzband mit Musikern dunkler Hautfarbe in London.

## Handlung
Die Serie ist das Werk von Stephen Poliakoff, der für Idee, Drehbuch, Casting und Regie zuständig war. Als Stoff wählte er eine Band schwarzer Musiker, die von Auftritten vor reichen Gästen auf Ozeandampfern lebten, britische Staatsangehörigkeit besaßen, jedoch von weiten Kreisen der Bevölkerung abgelehnt wurden.
Ein ambitionierter Musikjournalist, Stanley Mitchell, der für den nur in Expertenkreisen bekannten „Music Express“ schreibt, entdeckt die „Louis Lester Band“, freundet sich mit ihrem Leiter, Louis Lester, an, und verhilft ihm zu Auftritten in dem teuren Londoner „Imperial Hotel“. Die Auftritte führen zu einer Veränderung der Hotelklientel, denn der Geldadel empfindet die Auftritte von „Negern“ als schmutzig und unzumutbar und macht einer Gruppe von aufgeklärten, reichen jungen Leuten Platz, die sich bis zum Ende der Serie um die Band schart. Das wiederum zieht die englische Millionärin Lady Lavinia Cremone und den amerikanischen Mogul Walter Masterson an. Auch der für seine Exzentrizität bekannte Prince of Wales wird Fan der Gruppe.
Auf dem Höhepunkt der Popularität, die auch die Musikzeitschrift Mitchells in weiten Kreisen bekannt macht, wird die Sängerin der Louis Lester Band in dem Hotel ermordet. Ihr Mörder ist der junge adelige, psychisch kranke Grenzgänger Julian Luscombe. Jedoch lenkt das Hotelpersonal den Verdacht bald auf Louis Lester, der vor der Polizei mit einem von den Freunden eingefädelten Coups ins Ausland fliehen kann.
Dancing on the Edge enthält neben der auf zwischenmenschliche Beziehungen gebauten Handlungsebene mehrere politische Ebenen. In der Mitte der Serie wird die in Deutschland gerade an die Macht gekommene Hitler-Regierung mehrfach thematisiert. Das Nationalsozialistische Diplomatiecorps in London verachtet die Musik und die Hautfarbe der Louis Lester Band. Es kommt zum Eklat. Die Mutter Luscombes wechselt in ihrem Urlaub an der englischen Südküste mehrfach die Hotelsuiten, weil sie nicht Tür an Tür mit Juden leben möchte. Poliakoff zeichnet den Rassismus gegen Schwarze als tief in der englischen Gesellschaft verankert.
Die Serie reiht sich ein in mehrere historische Dramen der Zeit, vor allem Downton Abbey und Call the Midwife.

## Produktion und Ausstrahlung
Die Serie wurde 2012 produziert und lief vom 4. bis zum 25. Februar immer montags im zweiten Fernsehprogramm der BBC.

## Hauptbesetzung

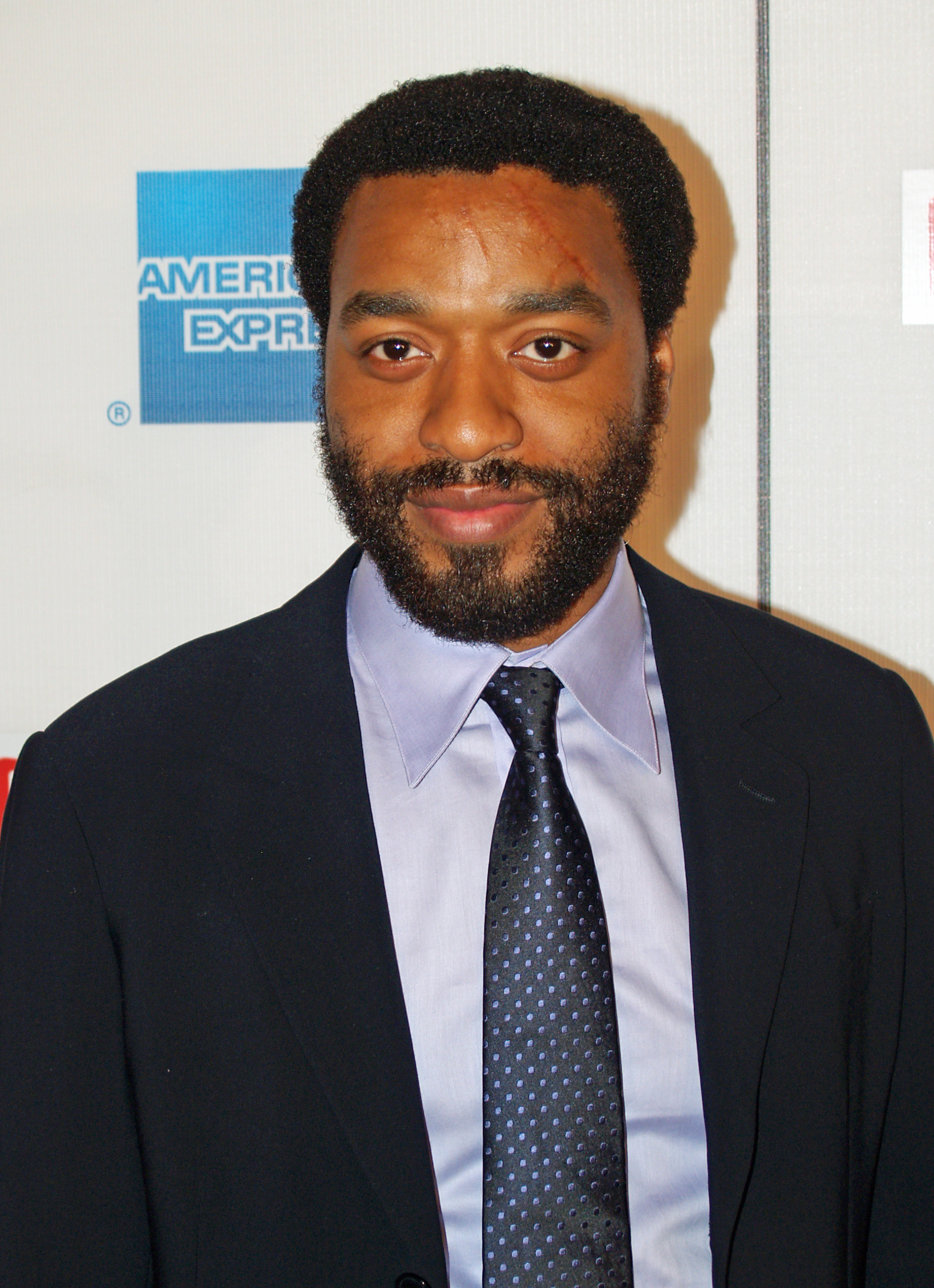
Chiwetel Ejiofor spielt den Bandleader und damit eine der zentralen Figuren der Serie.

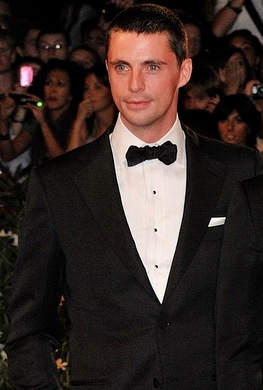
Matthew Goode spielt als Musikjournalist die Hauptrolle.

- Louis Lester (Chiwetel Ejiofor) als Bandleader der Louis Lester Band
- Stanley Mitchell (Matthew Goode) als Musikjournalist beim Music Express
- Lady Lavinia Cremone (Jacqueline Bisset) als reiche, zurückgezogene Musikliebhaberin
- Arthur Donaldson (Anthony Head) als reicher englischer Geschäftsmann
- Walter Masterson (John Goodman) als amerikanischer Mogul und Gönner Julian Luscombes
- Julian Luscombe (Tom Hughes) als Borderlineer aus adeligem Hause
- Carla (Wunmi Mosaku) als schwarze Sängerin in der Louis Lester Band
- Jessie (Angel Coulby) als Frontfrau der Louis Lester Band
- Pamela Luscombe (Joanna Vanderham) als Julians Schwester
- Rosie (Jenna-Louise Coleman) als Assistentin beim Music Express
- Sarah (Janet Montgomery) als Tochter russischer Einwanderer und Fotografin

## Auszeichnungen
2014 wurde Jacqueline Bisset mit dem Golden Globe Award als beste Nebendarstellerin in einer Miniserie ausgezeichnet.